# Boiler Room (Band)
Boiler Room war eine US-amerikanische Nu- und Alternative-Metal-Band aus New York City, die 1996 gegründet wurde und sich 2001 auflöste.

## Geschichte
Die Band wurde im Jahr 1996 gegründet und bestand aus dem Sänger Chris Lino, dem Gitarristen Joey Barracato und den Brüdern Mike (Schlagzeug) und James Meselsohn (Bass), wobei die Mitglieder aus Brooklyn und der Bronx stammten. Nach einigen Demos wurde 1996 ein Debütalbum namens Low Society aufgenommen und an verschiedene Radiostationen gesandt. Nach den Aufnahmen verließ der Gitarrist Barracto die Besetzung und wurde durch Rob Caggiano ersetzt.
1999 folgte ein von K-Rock gesponserter Auftritt mit Orgy. Im selben Jahr unterzeichnete die Band einen Plattenvertrag bei Roadrunner Records. Für den Sommer 2000 war hierüber die Veröffentlichung des Albums Can’t Breathe geplant, jedoch verzögerte sich die Veröffentlichung zu stark, woraufhin die Band zu Tommy Boy Records wechselte, worüber das Album im November schließlich erschien. Der Tonträger wurde von John Travis produziert und von Phil Nicolo abgemischt. Als Single wurde das Lied Do It Again, mit 4 × 4 als B-Seite, ausgekoppelt.
Nach Auftritten mit Kittie und Spineshank, wurde Can’t Breathe im März 2001 in Großbritannien veröffentlicht, ehe sich Boiler Room im April auflöste. In ihrer Karriere spielte die Band unter anderem zusammen mit Type O Negative, Life of Agony, Biohazard, Overkill, Static-X, Clutch und King’s X.

## Stil
laut.de und rockdetector.com ordnete die Band dem Nu Metal zu. Christian Graf schrieb in seinem Nu Metal und Crossover Lexikon, dass die Band erst als Pioniere des Genres identifiziert worden sei, als bereits jüngere Bands ihnen den Rang abgelaufen hätten. Die Fachmedien hätten die Band beim Hören von Can’t Breathe mit den Deftones verglichen, wobei die Musik sehr groove-orientiert sei. Joel McIver schrieb in seinem Buch The Next Generation of Rock & Punk Nu-Metal, dass die Band Hardcore Punk mit Heavy-Metal-Riffs kombiniert. Steve Huey von Allmusic bezeichnete die Musik als Alternative Metal. Henning Richter vom Metal Hammer benannte die Musik als Nu Metal, der sich auf Groove und Melodie konzentriere. Im Interview mit ihm gab Chris Lino Stevie Wonder, Aretha Franklin, Phil Anselmo, Scott Weiland und Chino Moreno als Einflüsse an. In derselben Ausgabe rezensierte Thorsten Zahn das Album Can’t Breathe, das wie eines aus dem Jahr 1990 klinge. Bei den Liedstrukturen orientiere man sich an Bands wie Faith No More, Mordred, Living Colour, Leeway und Fishbone. Er bezeichnete die Musik als Crossover.

## Diskografie
- 1996: Boiler Room (Album, DIY Records)
- 2000: Can’t Breathe (Album, Tommy Boy Records)
- 2000: Do It Again (Single, Tommy Boy Records)